# George Harder
Pour les articles homonymes, voir Harder.
Pas d'image ? Cliquez ici

a Compétitions nationales et continentales officielles uniquement.

b Matchs officiels uniquement.
Dernière mise à jour le 22 août 2018.
George Harder, né le 22 juin 1974 à Moto'otua (Samoa), est un joueur de rugby à XV international samoan, évoluant au poste d'ailier ou de centre (1.85m pour 103 kg).

## Carrière
Harder met un terme à sa carrière à la fin de la saison 2007-2008

## Équipe nationale
- 4 sélections avec l'équipe des Samoa en 1995
- 3 essais marqués (15 points).
- Participation à la Coupe du monde de rugby 1995 (3 matchs)